# Phlojodicarpus eudahuricus
Phlojodicarpus eudahuricus är en flockblommig växtart som beskrevs av Mikhail Grigoríevič Popov. Phlojodicarpus eudahuricus ingår i släktet Phlojodicarpus och familjen flockblommiga växter. Inga underarter finns listade i Catalogue of Life.